# Kočárek

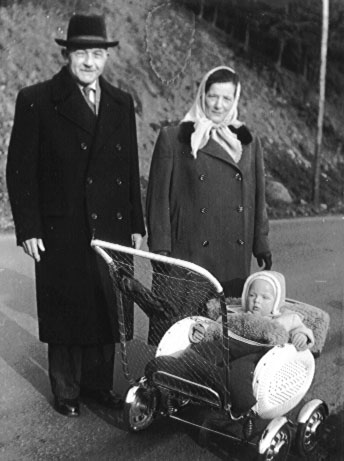
Historický kočárek – rok 1959

Dětský kočárek (obvykle nazývaný jen kočárek) je dopravní prostředek určený k převážení dětí ve věku, kdy ještě neumějí chodit nebo jsou pro ně delší vycházky příliš náročné. Obvykle má kočárek čtyři kolečka, která se mohou lišit podle druhu povrchu, pro který je určen, trubkovou konstrukci, koš pro dítě, případně naklápěcí zařízení, a rukojeť, doplňkovým vybavením může být například koš na věci (v dolní části kočárku pod košem na dítě, nebo zavěšený na rukojeti).

## Druhy kočárků
Dětské kočárky se dělí na několik hlavních skupin. Různí se především na základě věku dítěte a terénu, pro který jsou určeny.

### Klasický (hluboký) kočárek

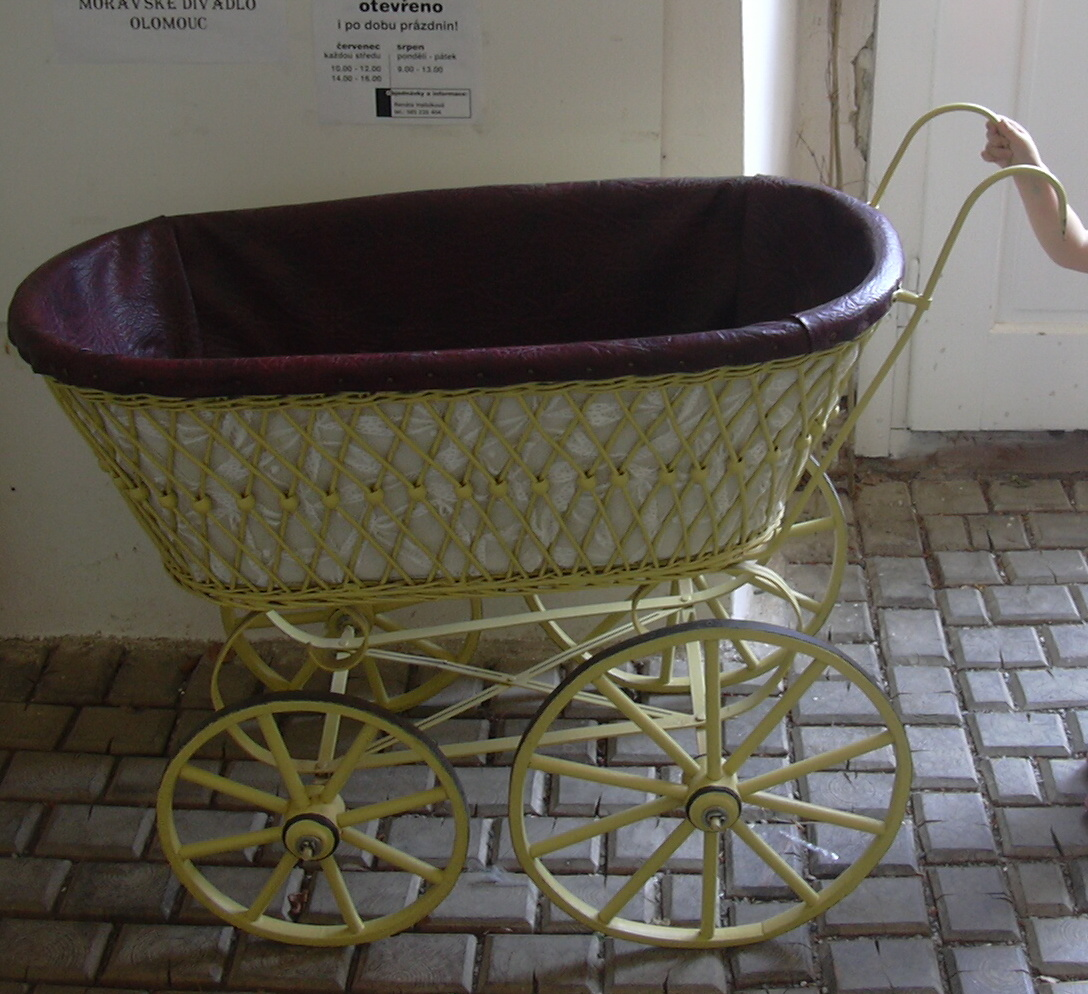
Historický hluboký kočárek

Tento typ kočárku je určen především pro děti ve velmi útlém věku (přibližně do šesti měsíců). Poskytuje dítěti největší ochranu. Vzhledem k odpružené konstrukci, kdy je kostra zavěšena na pružinách nebo páscích, poskytuje při jízdě vyšší komfort.
Pro starší děti (cca od 1 roku) je již hluboký kočárek méně vhodný. V dalším období dítěte je lépe využít golfové hole či sportovní kočárek. Výhodné jsou z tohoto pohledu kombinované kočárky, které slučují hlubokou vaničku i sportovní nástavbu, případně je zde ještě možnost „nacvaknutí“ autosedačky.

### Golfový kočárek (golfky)
Golfový kočárek má o hodně lehčí konstrukci než klasický model. Své jméno získal podle tvaru držadel, která připomínají golfové hole. Je určen pro odrostlejší děti. Umožňuje jim sledovat dění okolo sebe. Oproti klasické konstrukci má menší, tvrdší kolečka a hodí se především pro městské prostředí (to s sebou ale nese menší komfort jízdy). Mnohé modely jsou snadno složitelné, což se hodí hlavně při cestách autem.

### Sportovní kočárky
Kombinace klasického typu a golfového kočárku. Bývá o něco hlubší než golfový kočárek, se stříškou. Kolečka jsou často masivnější a měkčí. Poslední dobou se již standardem stávají nafukovací kola, která spolu s dobrým odpružením kočárku umožňují klidnou jízdu i po horším terénu.

### Modulární kočárky
Modulární kočárky fungují na principu různých „modulů“, které se dají jednoduše přidělat na univerzální podvozek. Kompletní sady vám poskytnou jak hluboké kryté lůžko, tak sportovní modul a navíc také možnost místo lůžka použít autosedačku.
Tyto modely si získávají popularitu především tím, že se dají použít po celou dobu vývoje dítěte a do jisté míry „rostou s ním“. Podvozek se navíc často dá při přepravě snadno složit.
- hluboké – vhodné do jednoho roku dítěte
- sportovní – vhodné od 6 měsíců
- golfové hole – pro starší dítě, které už samo chodí a kočárek využije jen na popojíždění
- kombinace – obsahují více variant najednou, takže mohou sloužit dítěti od narození až do doby, kdy přestane kočárek potřebovat

### Na které vlastnosti se při výběru ohlížet
- kola – menší pevná kola jsou vhodná do města na rovné a pevné povrchy, velká a nafukovací kola jsou naproti tomu vhodná do přírody nebo do sněhu, velká nafukovací kola jsou univerzálnější
- rozměry – důležité je posoudit rozměry, hlavně v případě, pokud často používáte výtah, většina typů má dnes sklápěcí rukojeť, přesto je dobré si vše předem proměřit
- skladnost – zkuste si před koupí vyzkoušet, jak dobře se dá kočárek složit, většinou lze odejmout korbičku a konstrukci složit, takže se celý pohodlně vejde do auta, vždy je ale nutno tuto funkci ověřit
- údržba – ověřte, zda je kočárek omyvatelný a zda lze vnitřní látku vyjmout a vyprat
- houpání – je to s podivem, ale mnoho modelů houpe minimálně nebo vůbec, přitom houpáním dítě pohodlně uklidníte
- příslušenství – kočárky obsahují různé množství příslušenství, levný výrobek bez příslušenství někdy stojí nakonec více, než v základu dobře vybavený kočárek
- hmotnost – s lehčím modelem se lépe manipuluje